# Dolomedes paroculus
Dolomedes paroculus är en spindelart som beskrevs av Simon 1901. Dolomedes paroculus ingår i släktet Dolomedes och familjen vårdnätsspindlar. Inga underarter finns listade i Catalogue of Life.